# Rune Lindström (drammaturgo)
Gustaf Rune Lindström (Fagersta, 28 aprile 1916 – 25 aprile 1973) è stato un drammaturgo, attore e poeta svedese.

## Biografia

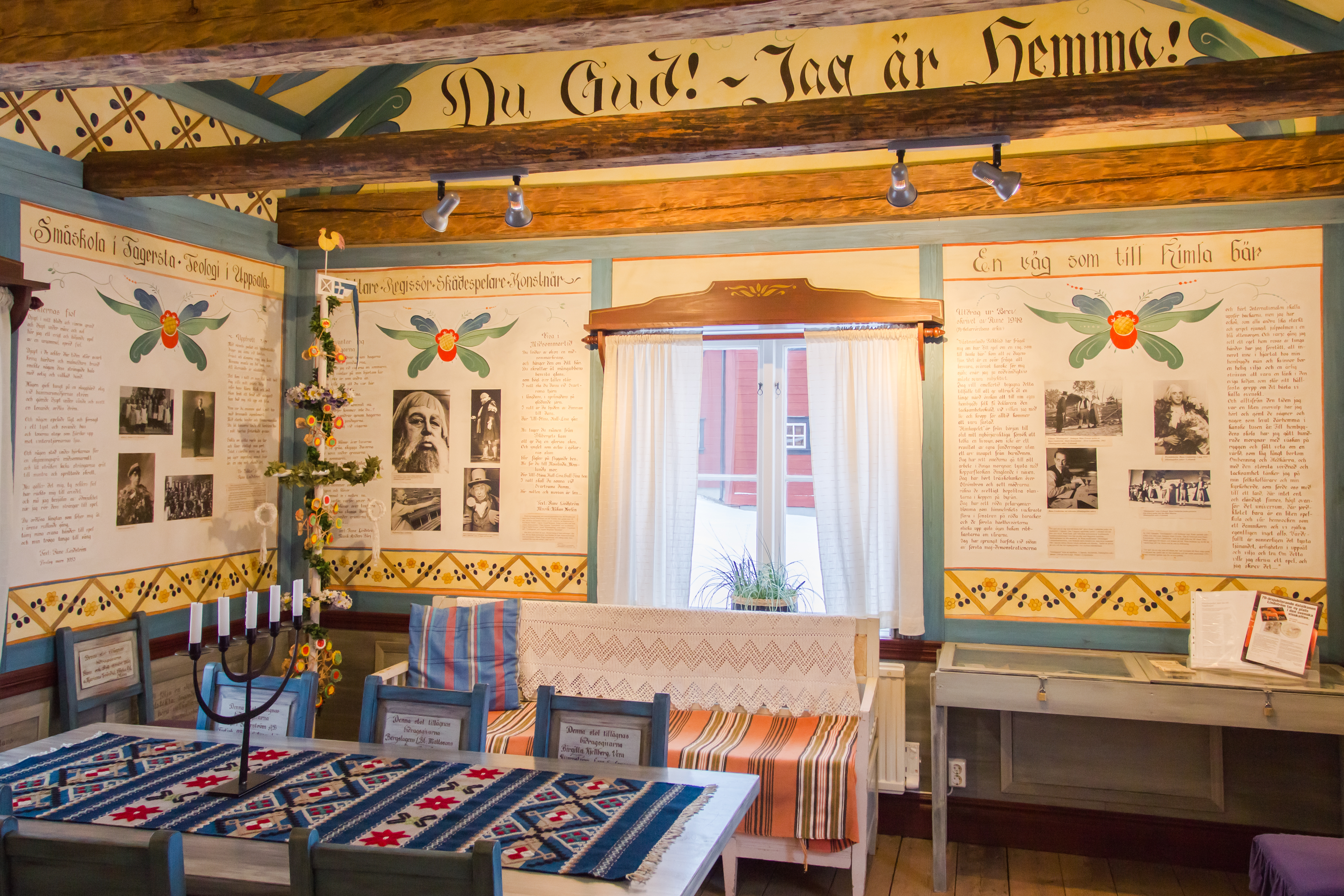
Museo Rune Lindström a Fagersta

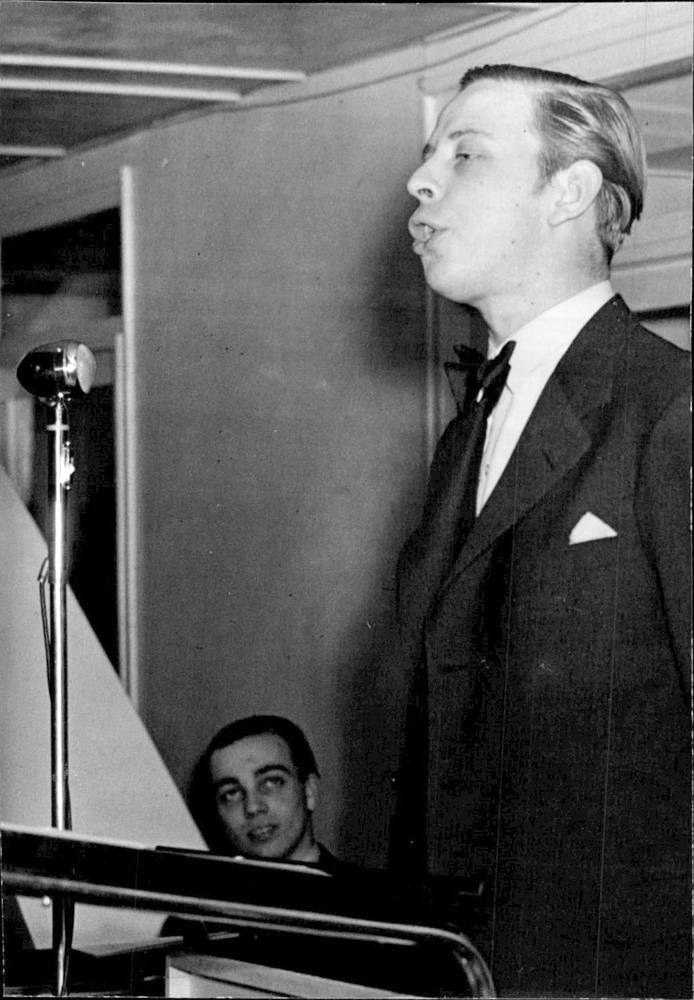
Rune Lindström parla ai giovani nelle aule di Osterman

Rune Lindström, figlio del fabbro Gustaf Anton Lindström e di Hildur Natalia Andersson, era una persona versatile, sceneggiatore, poeta, fumettista, regista e attore, che effettuò i suoi studi a Stoccolma.
Inoltre aspirava a diventare sacerdote e cominciò a studiare teologia, oltre a etnologia, presso l'Università di Uppsala, ma cambiò idea dopo il grande successo ottenuto con Himlaspelet - Ett spel om en väg som till Himla bär (Gioco celeste su una strada che porta in cielo), una sintesi di folclore, antica devozione, religione, umorismo e umanità popolare, tradotto in numerose lingue, come il danese, olandese e inglese.
Ha scritto diverse opere teatrali e molte riduzioni e adattamenti cinematografici e ha anche recitato come attore cinematografico. Il suo Himlaspelet è stato adattato al cinema nel 1942 con Lindström protagonista. Nel 1948 viaggiò in Africa con una società cinematografica. Durante gli anni sessanta collaborò al Stockholms stadsteater.
L'ultimo grande lavoro di Lindström poco prima della sua morte, il film semi-documentaristico Häxan (Strega), è anche una denuncia contro la violenza, la gelosia e il cinismo, realizzato con uno stile più realistico rispetto al Himlaspelet.
Tra le citazioni più significative di Lindström, a proposito di Häxa, ricordiamo: 
(Rune Lindström)
Lindström ha anche scritto i testi a diverse melodie, come Visa vid midsommartid, Te dans me' Karlstatösera e Balladen om Joe Hill.
Parlando di arte, Lindström affermò: 
(Rune Lindström)

## Opere principali

### Filmografia
- 1942, Himlaspelet;
- 1943, Ordet;
- 1948, Jag är med eder...;
- 1952, Mot framtiden;
- 1956, Häxan;
- 1966, Syskonbädd 1782;
- 1966, Nattlek;
- 1966, Yngsjömordet;
- 1967, En sån strålande dag;
- 1968, Vindingevals;
- 1968, Skammen;
- 1968, Bamse;
- 1971, Midsommardansen;
- 1971, Lockfågeln;
- 1971, Gustaf Vasas äventyr i Dalarna.

### Pruduzioni televisive
- 1964, Slottstappning;
- 1964, Den förlorade sonen;
- 1969, Pippi Långstrump;
- 1971, Broster, Broster!;
- 1971, Gustaf Vasas äventyr i Dalarna.

### Regie
- 1947, Tant Grön, Tant Brun och Tant Gredelin;
- 1952, Mot framtiden;
- 1971, Gustaf Vasas äventyr i Dalarna.

### Drammaturgia
- 1942, Himlaspelet;
- 1943, Ordet;
- 1944, Kejsarn av Portugallien;
- 1946, Johansson och Vestman;
- 1946, Ödemarksprästen;
- 1946, Det är min modell;
- 1946, Nu börjar livet;
- 1947, Rallare;
- 1947, Tant Grön, Tant Brun och Tant Gredelin;
- 1948, Jag är med eder...;
- 1948, Dit vindarna bär;
- 1949, Stora Hoparegränd och himmelriket;
- 1949, Farlig vår;
- 1949, Kvinna i vitt;
- 1949, Människors rike;
- 1949, Vi flyger på Rio;
- 1951, Skeppare i blåsväder;
- 1952, För min heta ungdoms skull;
- 1952, Kärlek;
- 1954, Salka Valka;
- 1954, Seger i mörker;
- 1954, Förtrollad vandring;
- 1955, Männen i mörker;
- 1955, Hemsöborna;
- 1956, Sången om den eldröda blomman;
- 1957, Prästen i Uddarbo;
- 1958, Körkarlen;
- 1959, Fly mej en greve;
- 1959, Lejon på stan;
- 1959, Fridolfs farliga ålder;
- 1961, Giv oss fred;
- 1971, Midsommardansen;
- 1971, Gustaf Vasas äventyr i Dalarna.

### Testi musicali
- Balladen om Joe Hill (musica: Earl Robinson);
- De' e' någe' visst me' de' (musica: Lille Bror Söderlundh);
- Då väntar jag vid vägarna (musica: Anders Börje);
- En herrskapstrall (musica: Wilhelm Peterson-Berger);
- Te dans me' Karlstatösera (musica: Erik Uppström);
- Visa vid midsommartid (musica: Håkan Norlén).